# Höffern (Gemeinde Frauenstein)
Die Rotte Höffern in der Gemeinde Frauenstein im Bezirk Sankt Veit an der Glan liegt  am Südhang des Salbrechtskopfs, anderthalb Kilometer westlich von Schloss Frauenstein.

## Namenkundliches
Der Name Höffern ist, so der Sprachforscher Eberhard Kranzmayer, eine „schlechte Schreibweise statt Höfern“ und eine Nebenform zu Hofern. Namensformen mit der Nachsilbe -ern gehen auf einen dritten Fall Mehrzahl zurück, und Höffern bedeutet somit „bei den Hofern“, also bei denen, die am Hof wohnen. Ortsnamen mit der Nachsilbe -ern werden in Kärnten nach Kranzmayer bis um 1200 gebildet. Der Name ist gleichbedeutend mit der in einer Urkunde von 1268 belegten Form „Hoflingen“, da die Nachslibe -lingen dieselbe Bedeutung wie die Nachslibe -ern haben kann.

## Geschichte
1268 erwähnt eine Urkunde ein „pratum supra Hoflingen“, also eine Wiese oberhalb Höfferns, das der Historiker August Jaksch mit Höffern in Frauenstein gleichsetzte. Für 1600 bezeugt eine Urkunde einen „Hoff oder Huben am Höfern genant [...] bei Frauenstein“. Anhand der 1770 eingeführten Hausnummern, die ab diesem Jahr auch für Höffern belegt sind, und der 1828 im Franziszeischen Kataster verzeichneten Wohngebäude, lässt sich die Ausdehnung des Ortes rekonstruieren. Am Ende des 18. Jahrhunderts bildeten im Westen die Höfe Fercher samt Keusche, Simerl und Vostl mit den Hausnummern 1 bis 4 den einen Ortsteil, im Osten der Gieselhof samt drei Keuschen mit den Hausnummern 5 bis 8 den anderen. 1836 gehörten zu Vostl gut 26 Hektar Grundbesitz und zu Simerl knapp 19 Hektar, 1843 umfasste Fercher knapp 29 Hektar, und Giesel war 1871 gut 95 Hektar groß.
Als auf Grundlage des provisorischen Gemeindegesetzes von 1849 in Kärnten „Ortsgemeinden“ geschaffen wurden, wurde Höffern Teil der 1850 entstandenen Gemeinde Schaumboden.
1930 wurde in Höffern „eine vertragliche öffentliche Sprechstelle, die auch zur Annahme und Bestellung von Telegrammen verpflichtet ist, eröffnet.“
Aufgrund des Kärntner Gemeindestruktur-Verbesserungsgesetzes von 1972 wurden die Gemeinde Schaumboden und mit ihr Höffern 1973 Teil der neu geschaffenen Gemeinde Frauenstein.
Am Ende des 20. Jahrhunderts kam der Ortsteil Giesel zu Frauenstein, wie die Daten der Volkszählungen zeigen.

### Giesel samt Keuschen
Ehemalige Hausnummern 5 bis 8
1542 erwähnt ein Urbar einen gewissen „Daniel Kroph von dem Guesl oder hueblan zu Nußperg“, eine Gieselkeusche ist seit 1636 bezeugt. Für 1847 überliefert das Geburtsbuch der Pfarre Obermühlbach die Hausnummer 5 für den „Gieselhoff“, das Sterbbuch der Pfarre für 1925 „Höfern 6 Gieselerkeusche“. 1853 bezeichnete der Obermühlbacher Pfarrer Allesch die Hausnummer 7 als „Gieselwaldkeusche“, an anderer Stelle sprach er von einer „oberen Waldkeusche am Gieselhof“, weshalb Höffern 7 und 8 wohl die Obere und die Untere Gieselwaldkeusche waren, also die 1828 im Franziszeischen Kataster als „Wohngebäude“ bezeichneten Nummern 168 und 169. Der Name des Hofes leitet sich nach Kranzmayer „wahrscheinlich von einem deutschen Personen- oder Familiennamen“ ab, also wohl von Gisel.

### Fercher samt Keusche
Hausnummer 1 und ehemalige Hausnummer 2
1651 wird ein „Ferher zu Höffern in Milbaherr Pfarr“ als Taufpate im Geburtsbuch von Sörg genannt. 1694 erwähnt das Geburtsbuch von Obermühlbach einen „Schuster beim Fercher“, der mit „Kunigunde Fercherin, Tochter der Maria Fercher in Höfern“ ein Kind bekam. 1712 erscheint Fercher erstmals als Vulgoname beim „ehrenwerten Bauern Lukas Miernig vulgo Fercher“. Der Vulgoname leitet sich daher wohl von einem Familiennamen ab. Baumann hingegen sah im Hofnamen, da sich der Name Fercher aus Föhre ableitet, einen Bezug zum 1762 bezeugten Föhrenbestand in der Gegend. Die Hausnummer 1 für den Hof ist seit 1777 bezeugt, die Bezeichnung „Fercherkeusche“ für Hausnummer 2 seit 1846.

### Simerl
Hausnummer 3
1760 wird der Vulgoname Simon bei der Hochzeit des Josef Murl, „lignarius apud Simon an Hoffern / Zimmermann beim Simon in Höffern“ erstmals erwähnt. 1770 wird im Geburtsbuch der Pfarre Obermühlbach ein gewisser „Simon Pfluger vulgo Siman an Höffern“ erwähnt, der an anderer Stelle als „Bauer [...] in Höfern 3“ bezeichnet wird. Neben den Formen „Simon“ und „Siman“ sind noch die Formen „Simerl“ und „Simandl“ als Vulgoname bezeugt.

### Vostl
Hausnummer 4
1768 wird erstmals der Vulgoname Vostl, mundartlich für Sebastian, beim Tod des Georg, „famulus apud Sebastian in Höffern / Knecht beim Vostl in Höffern“ im Sterbbuch der Pfarre Obermühlbach erwähnt. „Höffern 4“ für die „Vostelhube“ ist aus dem Jahr 1847 überliefert.

## Bevölkerungsentwicklung
Der Franziszeische Kataster überliefert die Anzahl der Häuser für Höffern von 1828. Seit der Volkszählung von 1869 liegen für Höffern Einwohnerzahlen in Abständen von typischerweise zehn Jahren vor. 1991 beinhaltete die Einwohnerzahl letztmals die Einwohner des Ortsteils Giesel, der danach zum Ort Frauenstein gehörte.
| Jahr | Einwohnerzahl | Häuser |
| ---- | ------------- | ------ |
| 1828 |               | 8      |
| 1869 | 55            | 8      |
| 1880 | 57            |        |
| 1890 | 55            |        |
| 1900 | 53            | 6      |
| 1910 | 41            |        |
| 1923 | 50            | 6      |
| 1951 | 56            | 7      |
| 1961 | 34            | 6      |
| 1971 | 27            | 7      |
| 1981 | 19            | 4      |
| 1991 | 15            | 3      |
| 2001 | 14            | 4      |
| 2011 | 15            | 6      |
| 2021 | 17            | 5      |

## Kultur und Sehenswürdigkeiten

### Vostlkreuz
An der östlichen Ortseinfahrt befindet sich ein Wegekreuz, das Vostlkreuz genannt wird.

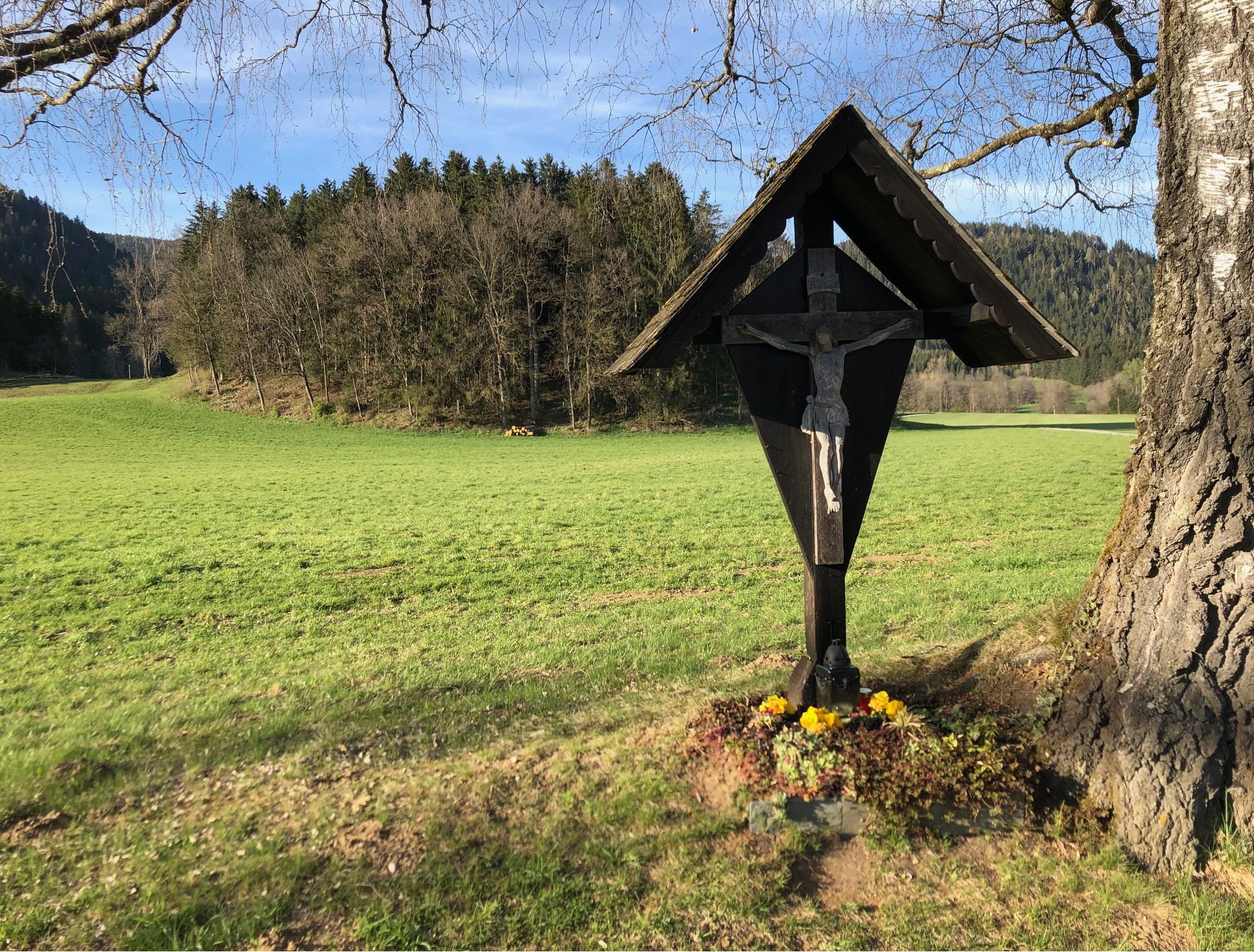
Vostlkreuz in Höffern (2021)

### Rüsthaus
Am 30. Dezember 1936 brannten das Wirtschaftsgebäude und die Hausmühle bei „insg(emein) [vulgo] Simandl in Höffern“ nieder. 1937 wurde ebendort ein Rüsthaus der seit 1886 bestehenden Freiwilligen Feuerwehr Schaumboden–Obermühlbach mit der Aufschrift „F(reiwillige) 1937 F(euerwehr) | Löschzug | Schaumboden“ errichtet.

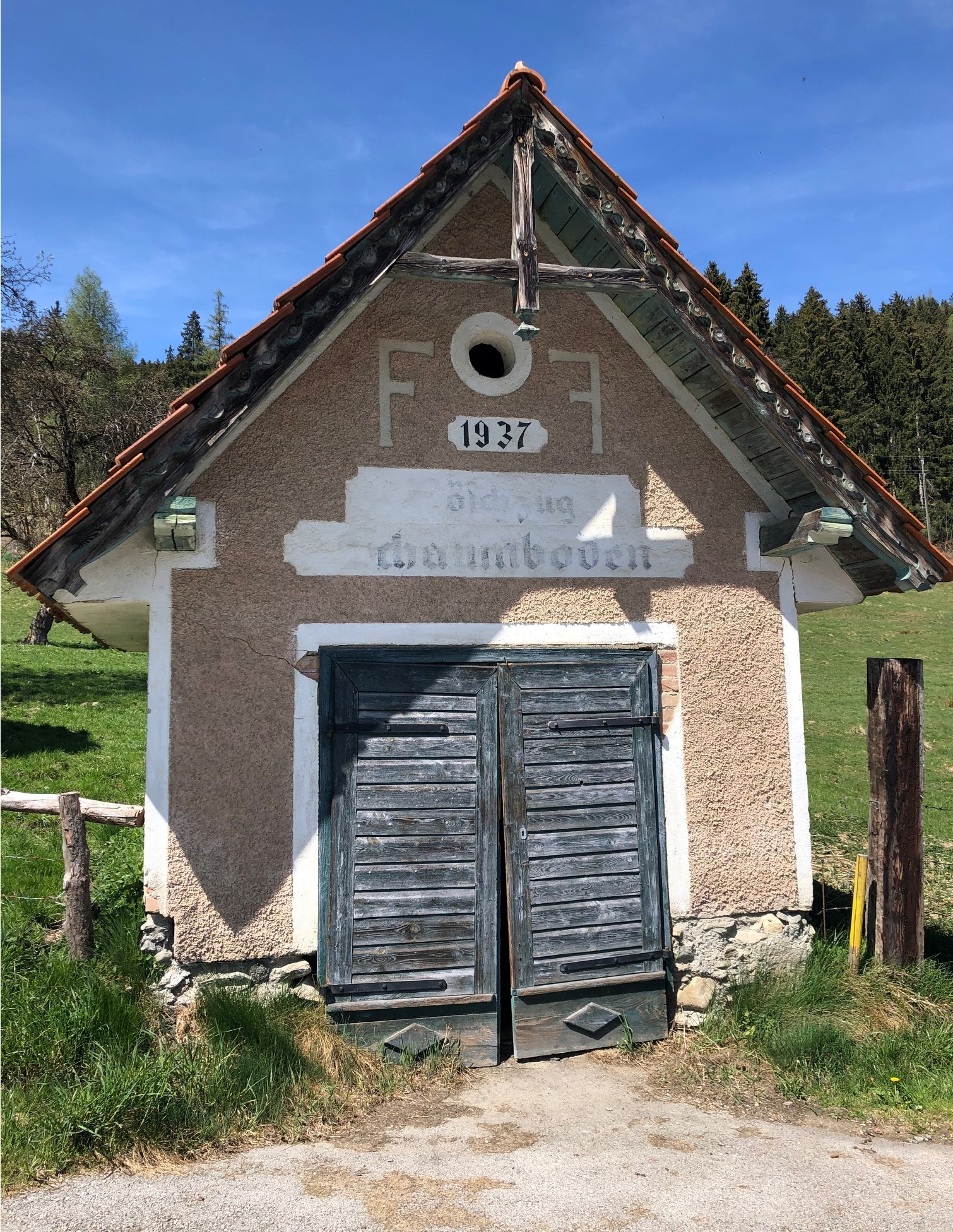
Rüsthaus in Höffern (2021)

## Persönlichkeiten
- Mathias Mitterer (vulgo Vostl): Bürgermeister von Schaumboden (1892–1895).[47]
- Lorenz Jannach (vulgo Fercher): Bürgermeister von Schaumboden (1901–1925).[48]
- Harald Jannach (vulgo Fercher): Bürgermeister von Frauenstein (seit 2015).